# Kōji Yamamura
Kōji Yamamura (jap. 山村 浩二 Yamamura Kōji; ur. 1964 w Nagoi) – reżyser, scenarzysta i animator filmów anime.
Urodził się w Nagoi, studiował na Uniwersytecie Zōkei w Tokio. W 2002 roku jego krótkometrażowa animacja Pan Głowa (Atama yama) wygrała główną nagrodę na Annecy International Animated Film Festival, nominowana była również do Oscara (obok m.in. Katedry Tomasza Bagińskiego). W 2007 roku otrzymał Ottawa Grand Prix za animację Wiejski lekarz Franza Kafki (Inaka isha), ekranizację opowiadania Lekarz wiejski Franza Kafki.

## Filmografia
- 1985: Nature History
- 1985: One Night Serenade
- 1987: Suisei
- 1989: Hyakka zukan
- 1990: Enkinhou no hako: Hakase no sagashimono
- 1991: Fushigina erebētā
- 1993: Karo to Piyobuto ōchi
- 1993: Sandoittchi
- 1993: Ame no hi
- 1995: Pacusi
- 1995: Kipling Jr.
- 1995: Kodomo no shiro
- 1996: Bavel no hon
- 1998: Chikyū rokkotu otoko
- 1999: REMtv CARP
- 1999: Dottini suru?
- 2002: Pan Głowa (Atama yama)
- 2003: Omake
- 2003: Fuyu no hi
- 2005: Le vieux crocodile
- 2007: Man & Whale
- 2007: Wiejski lekarz Franza Kafki (Franz Kafka: Inaka isha)